# Rochester New York FC
Il Rochester New York FC è una squadra di calcio statunitense, con sede nella città di Rochester, nello stato di New York. Dal 2022 milita nella MLS Next Pro, campionato di terza divisione.
Il club è stato fondato nel 1996 con il nome di Rochester Raging Rhinos, nel 2008 ha semplificato il proprio nome in Rochester Rhinos e ha sempre militato nei campionati professionistici di secondo o terzo livello. I Rhinos hanno conquistato l'edizione 1999 della US Open Cup, la coppa nazionale statunitense, diventando l'unico club non appartenente alla Major League Soccer a riuscirci da quando quest'ultima è stata fondata. Dal 1º settembre 2021 ha assunto l'attuale denominazione.

## Storia
I Rochester Raging Rhinos furono fondati nel 1996 per partecipare alla A-League, la allora seconda serie professionistica di calcio in Nord America. La città accolse subito con un certo interesse la novità, visto anche che a Rochester non sono presenti franchigie professionistiche dei grandi sport americani. A un incontro casalingo della prima stagione, il 12 luglio contro i futuri rivali dell'Impact de Montréal, accorsero più di 14.000 spettatori, complice anche l'inaugurazione del Frontier Field, lo stadio di baseball cittadino. I Rhinos erano gli eredi di una buona tradizione calcistica locale, visto che i Rochester Lancers avevano disputato undici campionati NASL vincendo il titolo nel 1970.
I primi anni furono ricchi di successi sia sotto il punto di vista del seguito di pubblico, sia sotto quello dei risultati sportivi: i Rhinos vinsero il proprio campionato nel 1998, nel 2000 e nel 2001. Ma la più grande impresa del club fu sicuramente la vittoria nel 1999 della US Open Cup, la coppa nazionale statunitense, unica volta in cui il trofeo non è andato ad una squadra MLS dalla fondazione di quest'ultima. Divenne celebre una maglietta ideata dai tifosi dei Rhinos, che riportava il motto "If you can't join ‘em... beat ‘em" (se non puoi unirti a loro... battili). Questa frase non era soltanto una battuta, ma rappresentava anche la volontà di crescere di livello e unirsi al massimo campionato statunitense. Infatti a più riprese Rochester fu presa in considerazione come possibile mercato di espansione per la MLS, e la decisione di costruire uno stadio esclusivamente dedicato al calcio andava nella stessa direzione.
Ad ogni modo l'ammissione in Major League Soccer non arrivò mai, e il pesante investimento per la costruzione del Rochester Rhinos Stadium, inaugurato nel 2006, fu uno degli elementi che portò il club alla crisi finanziaria e al rischio di sparire. Nel 2008 il club fu acquistato da Rob Clarke, un uomo d'affari che risanò le casse del club e decise di tagliare anche simbolicamente i legami col passato, semplificando il nome della società in Rochester Rhinos.

Il logo dei Rochester Rhinos dal 2016 al 2021

Gli anni successivi furono di ridimensionamento, e il club scelse di rimanere nei campionati USL nonostante il declassamento del torneo a terzo livello della piramide calcistica. Quella 2015 è stata una stagione controversa per i Rochester Rhinos: da un lato la squadra è tornata ai successi sportivi, vincendo sia la stagione regolare che il titolo di campione della USL, dall'altro una nuova crisi societaria è stata risolta solo al termine della stagione con un nuovo cambio di proprietà. Le difficoltà finanziarie della società sono comunque continuate, fino alla decisione di sospendere l'attività sportiva per la stagione 2018. Nell'agosto 2018 la sospensione è stata prolungata per un ulteriore anno, con la comunicazione che a partire dal 2020 i Rhinos avrebbero partecipato alla USL League One, ma le attività del club sono rimaste ferme anche oltre quella data.
Nel corso del 2021 sono state annunciate diverse novità: è stato fissato l'obiettivo di tornare a giocare per la stagione 2022, una quota societaria è stata acquistata dal calciatore inglese Jamie Vardy, ma soprattutto il 1 settembre è stato annunciato un totale rebrand della società: abbandonato il nome Rhinos è stata scelta la denominazione Rochester New York FC.

## Strutture

### Stadio
Nel corso della stagione d'esordio, nel 1996, i Rhinos disputarono le prime partite casalinghe al Fauver Stadium, il campo dell'Università di Rochester. Dal luglio dello stesso anno fino al 2005 il campo di casa fu il Frontier Field, stadio della locale squadra di baseball. Nel 2006 venne invece inaugurato il Rochester Rhinos Stadium, un impianto specificatamente pensato per il calcio e finanziato in parte dalla città di Rochester e in parte dal club stesso. Per motivi di sponsorizzazione il nuovo stadio ha preso il nome di Paetec Park dal 2006 al 2010 e di Sahlen's Stadium dal 2011 al 2015.

### Affluenza spettatori
L'affluenza allo stadio per le partite dei Rochester Rhinos è sempre stata una delle più alte del calcio minore americano.
- 1996: 9.991
- 1997: 10.677
- 1998: 11.499
- 1999: 11.551
- 2000: 12.444
- 2001: 11.780
- 2002: 10.008
- 2003: 10.169
- 2004: 11.004
- 2005: 9.791
- 2006: 10.864
- 2007: 11.636
- 2008: 8.243
- 2009: 6.888
- 2010: 6.464
- 2011: 5.339
- 2012: 6.233
- 2013: 5.876
- 2014: 5.972
- 2015: 5.599
- 2016: 3.655
- 2017: 2.031

## Allenatori
- 1996-2004  Pat Ercoli
- 2005-2007  Laurie Calloway
- 2008-2009  Darren Tilley
- 2010-2011  Bob Lilley
- 2012  Jesse Myers
- 2013  Jesse Myers (gen.-mag.)
 Pat Ercoli (mag.-dic.)
- 2014-2017  Bob Lilley
- 2021-  Bruno Baltazar

## Palmarès
- A-League: 3

1998; 2000; 2001
- Lamar Hunt U.S. Open Cup: 1

1999
- United Soccer League

2015
- USL Commissioner's Cup: 1

2015

### Altri piazzamenti
- Lamar Hunt U.S. Open Cup:

Finalista: 1996

## Statistiche e record

### Partecipazioni ai campionati nazionali
| Livello | Competizione               | Partecipazioni | Debutto | Ultima stagione | Totale |
| ------- | -------------------------- | -------------- | ------- | --------------- | ------ |
| 2º      | A-League                   | 9              | 1996    | 2004            | 16     |
| 2º      | USL First Division         | 5              | 2005    | 2009            | 16     |
| 2º      | USSF Division 2 Pro League | 1              | 2010    | 2010            | 16     |
| 2º      | United Soccer League       | 1              | 2017    | 2017            | 16     |
| 3º      | USL Pro'                   | 4              | 2011    | 2014            | 6      |
| 3º      | United Soccer League       | 2              | 2015    | 2016            | 6      |